# La corona de hierba
La corona de hierba (en inglés, The Grass Crown) es una novela histórica de la escritora australiana Colleen McCullough. Es la segunda de la serie Masters of Rome.
La novela se abre poco después de la acción de El primer hombre de Roma. Cayo Mario y Lucio Cornelio Sila cenan juntos con sus esposas, y discuten la amenaza que representan Mitrídates VI del Ponto y Tigranes II de Armenia.

## Argumento
Aunque estos dos poderosos gobernantes orientales al final acabarán declarando la guerra a Roma y masacrarán a miles de ciudadanos romanos, el argumento de la novela se centra en la guerra Social de 91 a 88 a. C., una guerra civil que Roma lucharán contra sus amotinados aliados italianos a los que se denegó la ciudadanía romana. Toda la sección que trata del intento de Marco Livio Druso de asegurarles la ciudadanía, que acaba con su trágico asesinato, es uno de los principales puntos de inflexión de toda la serie. 
Mario y Sila, aún amigos y colegas de profesión, se enfrentan juntos a la amenaza italiana, y logran aplastar esta rebelión. Sin embargo, Mario sufre un serio infarto (el segundo), y se ve obligado a retirarse de la guerra. Durante esta lucha Sila, salvando a sus tropas frente a una destrucción cierta cerca de Nola, es saludado como 'imperator' en el campo de batalla y se le entrega el más alto honor que un general romano podía recibir: la corona gramínea ("corona de hierba") que da nombre a esta novela. Solo se concedió en contadas ocasiones en tiempos de la República, y la única vez a un general o comandante que rompió el bloqueo alrededor de un ejército romano asediado o salvando de otra manera toda una legión o ejército de la aniquilación.
Sin embargo, una vez que Roma ha resuelto este problema doméstico, y puede empezar a tramar la venganza frente a Mitrídates y Tigranes, Mario y Sila tienen una seria discusión sobre la cuestión de quién debe liderar las legiones en el Este. Mario, ahora ya envejecido y desacreditado como político cuando previamente lo llamaron el "Tercer fundador de Roma", anhela más gloria y cree que solo él tiene el talento necesario para derrotar a los reyes orientales aliados. Sila considera que su antiguo mentor no desea hacerse a un lado y quiere destruir la oportunidad de Sila de eclipsarlo. El Senado cita la edad de Mario y su mal estado de salud como la razón para apoyar a Sila, quien además es el cónsul y por lo tanto tiene el Derecho de su lado. Queda así plantada la semilla de la discordia.
Los comicios romanos rápidamente se convierten en una fuente de conflicto político entre los dos hombres, y lleva a la primera e impactante marcha de Sila sobre Roma. Esto lleva también a Cayo Mario a perseguir un inédito séptimo consulado, que logra y emprende después de una serie de infartos, y se le representa en esta novela como volviéndose loco.
Otros hilos argumentales que destacan son: la infancia de Julio César y Catón el Joven, así como los primeros momentos de las carreras militares de Pompeyo y Cicerón (quien fue nombrado como cadete por Pompeyo Estrabón) en la guerra Social: y el injusto juicio y exilio de Publio Rutilio Rufo, falsamente acusado de extorsión, expulsado de Roma, y bienvenido por una fiesta callejera en su honor en la ciudad de la que se le acusó de saquear.

## Algunas familias famosas del final de la República Romana
- Datos: Q584802